# Southeast Powell Boulevard megállóhely
Southeast Powell Boulevard megállóhely a Metropolitan Area Express zöld vonalának, valamint a TriMet 9-es autóbuszának megállója az Oregon állambeli Portlandben.
A délnyugati 92. sugárút és a Powell körút kereszteződésében elhelyezkedő megálló középperonos kialakítású. A megállóból elérhető az Interstate 205 mentén futó kerékpárút, valamint mellette található egy P+R parkoló.

## Autóbuszok
- 9 – Powell Blvd (Richmond Street◄►Gateway Transit Center)[2]

| Előző állomás                       |  | Metropolitan Area Express |  | Következő állomás                                           |
| ----------------------------------- |  | ------------------------- |  | ----------------------------------------------------------- |
| SE Division Sttovább PSU South felé |  | Zöld vonal                |  | SE Holgate Blvdtovább Clackamas Town Center pályaudvar felé |

## Fordítás
- Ez a szócikk részben vagy egészben  a   Southeast Powell Boulevard MAX Station című angol Wikipédia-szócikk ezen változatának fordításán alapul.  Az eredeti cikk szerkesztőit annak laptörténete sorolja fel. Ez a jelzés csupán a megfogalmazás eredetét és a szerzői jogokat jelzi, nem szolgál a cikkben szereplő információk forrásmegjelöléseként.